# The Deep End
The Deep End es el octavo episodio de la serie de comedia norteamericana Robot Chicken (Pollo Robot, en el doblaje).

## Lista de sketchs

### George Curioso
La curiosidad de este mono llega a los tenedores y tomacorrientes.

### Rinoceronte
Un rinoceronte confunde un Jeep lleno de gente con un rinoceronte hembra con el cual aparearse.

### El Mundo Real: Metrópolis
Siete de los más grandes héroes dejan de ser educados y empiezan a mostrarse tal como son en: "El Mundo Real: Metrópolis". Los Super héroes son:
- Superman
- La Mujer Maravilla
- Gatúbela
- Aquaman
- Hulk
- Halcón
- Batman

Entre los problemas que enfrentan: Gatúbela se queja de que hurgan en su ropa interior, Aquaman no es escuchado por Superman ni por los peces, Batman y Robin tienen un malentendido con Halcón y Hulk orinó sobre la vajilla de la Mujer Maravilla. Finalmente tras un juego de mesa mal acabado, la Mujer Maravilla ataca a Hulk, Superman mata a Aquaman y Batman golpea a Gatúbela.

### Los Gatos son tarados
Un hombre aparentemente se tropieza cerca de su gato, pero en realidad es que el gato lo hizo caer.

### Benjamin Franklin
Franklin muestra sus artes marciales.

### Kill Bunny
Tras ser cruficicado, Jesús va tras su peor enemigo, el conejo, para matarlo. En este "trailer" de la película Kill Bunny se ve a Jesús combatir contra Santa Claus y los Judíos, para así lograr alcanzar al conejo.

### Muñeca Inflable - Parte 1
Un hombre golpea una muñeca inflable.

### Dos Kirks, un Khan y una Pizzería
Personajes de Star Trek y Tiger Beat aparecen unidos en esta situación cómica. Khan Noonien desata las iras del Capitán Kirk, tras derramar un vaso de gaseosa al momento de entregar un vuelto. Lo cual provoca la huida de los desesperados clientes.

### ¿Quién defecó último?
Un original y nuevo juego traído desde Japón llamado "¿Quién defecó último?" promete a su ganador un millón de dólares.

### Muñeca Inflable - Parte 2
El hombre sigue golpeando a la muñeca.

### Bill Clinton y la Vaca
Bill Clinton demuestra sus técnicas para empujar vacas.

### Zombie Idol
Una parodia de American Idol, en donde las leyendas del Rock 'n' Roll regresan de entre los muertos para participar en el Reality Show. El ídolo de hoy es Bob Marley, que es arrestado por consumo de cannabis. Los jurados son el Conde Chócula, Boo Berry y Frankerberry. El anfitrión es Ryan Seacrest. Eventualmente los zombis enloquecen porque un niño de la Fundación "Conceda un deseo" se cayó y se esparcieron sus sesos tras bambalinas.

## Trivialidades
- En el sketch "¿Quién defecó último?", aunque se dice que el programa es Japonés, se ven dos dragones de peluche de la serie Dragon tales.

## Reparto de voces
- Abraham Benrubi - Ving Rhames
- Michael Benyaer - Anfitrión de "¿Quién defecó último?"
- Alex Borstein - Gatúbela, Mujer Maravilla
- Seth Green - Batman, Bill Clinton, Conejo de Pascua, Halcón, Frankenberry, Hulk, Robin, Santa Claus
- Seth MacFarlane - Aquaman, Capitán James T. Kirk, Conde Chócula, Jesus
- Breckin Meyer - Superman
- Dan Milano - Boo Berry
- Chad Morgan - Elle Driver, Kristin Holt
- Ryan Seacrest - El mismo
- Adam Talbott - Zombie Bob Marley
- Kurt Cobain - El mismo